# Saguão

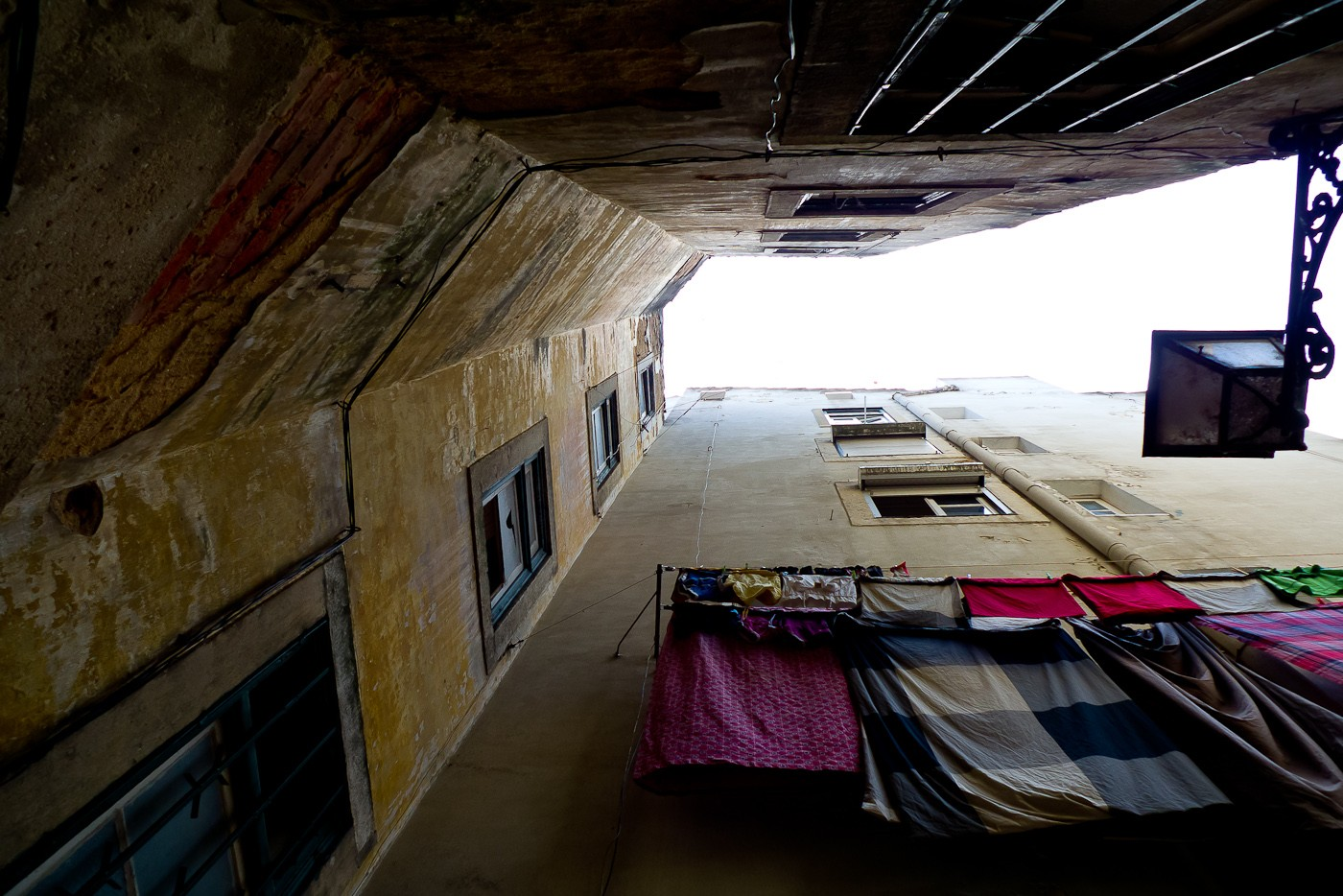
Saguão em Lisboa, visto de baixo.

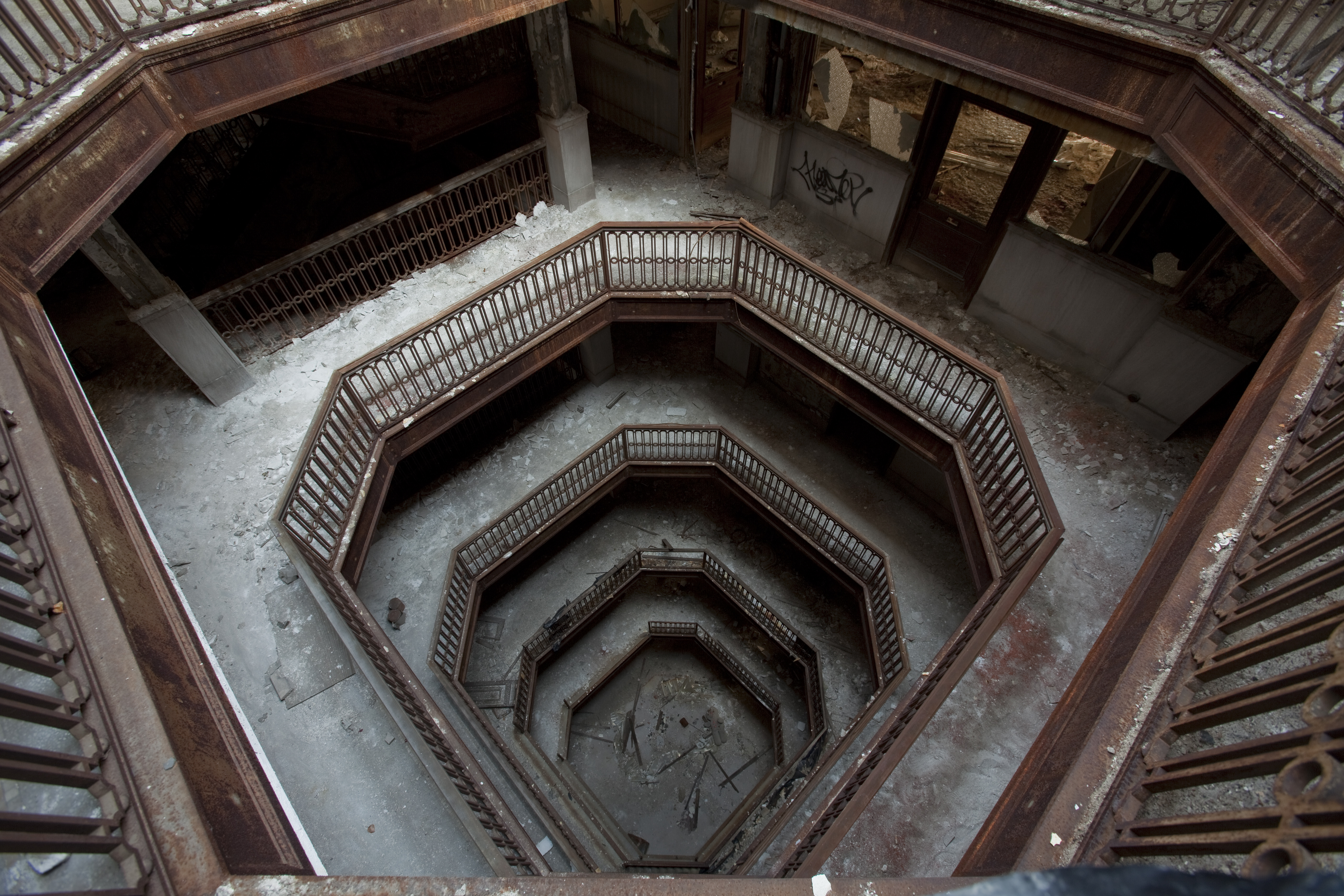
Saguão com varandas, em Detroit.

Um saguão é um pequeno pátio estreito no interior de um edifício, limitado pelos corpos deste, ou entre dois edifícios. A finalidade do saguão é garantir a iluminação e ventilação dos compartimentos que não recebem luz direta da rua.
A palavra saguão também designa uma espécie de alpendre à entrada dos conventos. No Brasil, saguão é o mesmo que vestíbulo.